# Patricio Acosta Sansarricq
Patricio Acosta Sansarricq (Santiago de Chile, 12 de noviembre de 1967) es un activista, relacionador público y comunicador social, que se desempeñó como presidente de la  Cruz Roja Chilena en el periodo 2015 y 2020.
Actualmente es presidente de la Agrupación de Automovilistas Unidos de Chile, más conocidos como «Automovilistas Furiosos», vocero del movimiento "NO + TAG" y es influenciador en redes sociales conocido coloquialmente como "DON PATO" y "PATO ACOSTA TAPA HOYOS".

## Biografía
Hijo de Manuel Acosta y Gloria Sansarricq, nació en Santiago de Chile. Estudió en el Liceo José Victorino Lastarria durante su juventud y posteriormente Comunicación Social en Inacap.
En el año 1997 Participa activamente en la Cruz Roja y durante el año 2009 fue vicepresidente de la misma 
Entre noviembre y diciembre de 2014 hace campaña presidir la Cruz Roja Chilena, en 2015 resulta electo con los sufragios de un universo de 149 votantes que representaron diferentes estamentos de la institución a lo largo del país, es condecorado como Presidente Electo obteniendo 106 votos lo que representa el 71% de la votación total ejerciendo hasta 2020.
En el 2020 es presidente de la Agrupación de Automovilistas Unidos de Chile, más conocidos como «Automovilistas Furiosos», para defender los derechos de los automovilistas como el aumento desmedido del tag de las autopista en su famosa campaña "No mas tag". 

Postulo a concejal de la comuna de Cerro Navia el 2024, con el apoyo creativo de Ives Arancibia, sin poder ser electo.

## Presidencia de la Cruz Roja

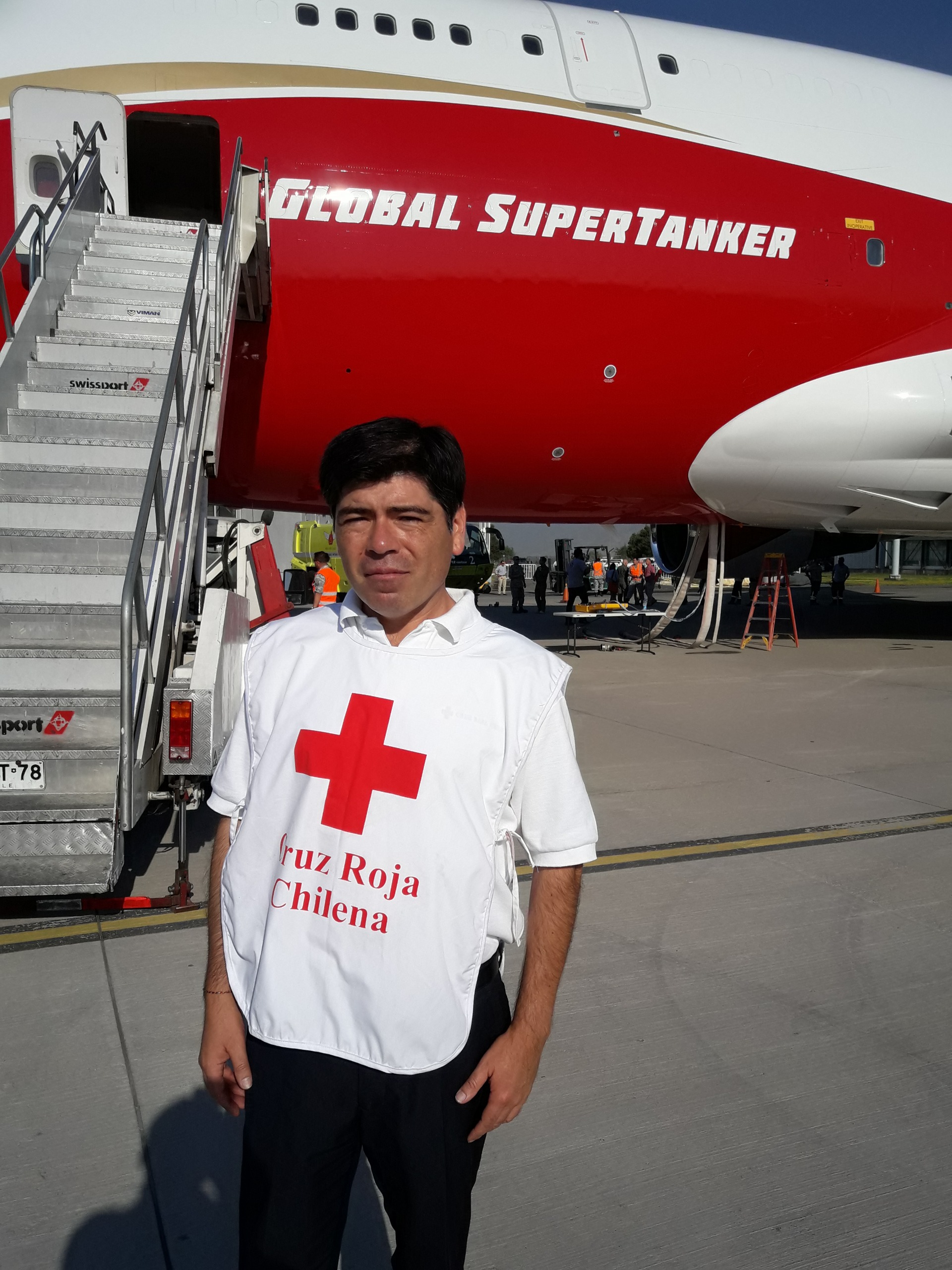
Patricio Acosta en su rol de presidente de la Cruz Roja Chilena junto al Supertanker.

Inicia su carrera en la Cruz Roja en el año 1997 cómo voluntario en la sede de la Cruz Roja Ñuñoa - La Reina y desde el año 2000 fue llamado a la Sede Central de la Cruz Roja a cumplir labores en el área de las comunicaciones y marketing. 
En el año 2009 fue vicepresidente de la institución que presidia  de Lorenza Donoso Oyarce . 
En Asamblea General de Elecciones de la Cruz Roja Chilena en dependencias del Suntuario de Schoenstatt Patricio Acosta Sansarriq fue elegido Presidente Nacional..
Contabilizados los sufragios de un universo de 149 votantes que representaron diferentes estamentos de la institución a lo largo del país, obtuvo 106 votos lo que representa el 71% de la votación total.
En 2017 la Cruz Roja Chilena ayudo en la gestión del SuperTanker y posteriormente condecoró a la tripulación del por ayudar a apagar los incendios forestales en Chile.
Durante la visita del Papa Francisco a Chile en 2018, Acosta realizó un despliegue de la Cruz Roja. Ese mismo año, respecto a los desvíos de fondo en la institución admitió errores administrativos y afirmó que "ha habido fallas, pero el dinero de los donantes ha sido ocupado en las emergencias (ocurridas en todo el país). Si alguien quiere revisar los documentos originales, yo estoy dispuesto a mostrar la información".
En 2019 la Cruz Roja inició una campaña de envío de medicamentos a Venezuela y participó como ministro de fe en el proceso de "recuperación de tierras mapuches". Ese mismo año durante las protestas políticas encabezó la ayuda a los heridos durante aquellas manifestaciones y contabilizó a los heridos. Además abrió la primera casa para inmigrantes en Chile.
25 de noviembre del 2019 el ministro Jaime Mañalich salió un comunicado publico junto a patricio comunicando que el ministerio de salud entregara insumos clínicos a partir de los requerimientos que esta institución solicite.
En inicios del 2020 ya sin su cargo de presidente de la Cruz Roja Chilena decidió ayudar socorriendo a los más afectados por la pandemia en especial a los más afectados por el coronavirus 

## Presidente de Automovilistas Furiosos
Agrupación que se funda el año 2017 en donde un grupo de automovilistas se reúnen para denunciar los hoyos en las calles, el impuesto específico y el abuso del tag. Acosta participó en la formación de esta organización, posteriormente toma paso al costado por la presidencia de la Cruz Roja Chilena, y después de cumplir su ciclo como presidente de la Cruz Roja vuelve a la agrupación y comienza a levantar el tema creando videos virales para la ciudadanía y siendo invitado por medios de prensa para hablar del tema del tag como en el programa de Daniel Valenzuela (presentador de televisión) en el canal Tevex.
Actualmente participa como informador en el programa de Radioactiva del Huevo Fuenzalida "Central Radioactiva"

## Historial electoral
| Año  | Tipo        | Territorio  | Pacto       | Partido             | Votos | %    | Resultado |
| ---- | ----------- | ----------- | ----------- | ------------------- | ----- | ---- | --------- |
| 2024 | Municipales | Cerro Navia | Chile Vamos | Renovación Nacional | 1113  | 1.60 | No electo |